# Feliks Szreder
Feliks Szreder (ur. 16 grudnia 1914 w Prokowskich Chróstach, zm. 9 maja 1989 w Krakowie) – polski zakonnik, teolog dogmatyk i biblista, tłumacz Pisma Świętego.

## Życiorys
W 1932 wstąpił w Krakowie do zgromadzenia zmartwychwstańców, święcenia kapłańskie przyjął 21 grudnia 1939. Od 1942 był wicerektorem alumnatu zakonnego w Krakowie, w 1945 obronił pracę magisterską na Uniwersytecie Jagiellońskim, następnie pracował w placówkach zgromadzenia w Woli Duchackiej(Kraków), Złocieńcu, Poznaniu i ponownie w Krakowie. W 1952 obronił na Uniwersytecie Jagiellońskim pracę doktorską Nauka o Trójcy Świętej według Wilhelma Ockhama napisaną pod kierunkiem ks. Ignacego Różyckiego. W 1966 obronił w Rzymie licencjat naukowy z nauk biblijnych.
Dla Biblii Tysiąclecia przetłumaczył 2 Księgę Królewską. Był jednym z autorów tomu Homilie i Godziny Biblijne (wyd. 1972), dla którego opracował homilie na rok A, od 11 do 34 niedzieli.